# Gerard Schurmann
Gerard Schurmann (Kertosono, Java, Índies Orientals Neerlandeses, actualment Indonèsia, 19 de gener de 1924 - Hollywood Hills, Los Angeles, 24 de març de 2020) va ser un músic, compositor i director d'orquestra britànic d'origen neerlandès, amb doble nacionalitat britànica i neerlandesa.
Nascut a Kertosono, a la part oriental de l'illa de Java, que llavors pertanyia als Països Baixos, amb un pare executiu d'una fàbrica de sucre, va créixer a Anglaterra a partir dels quatre anys, i serví a la corona britànica durant la Segona Guerra Mundial, a la Royal Air Force, sense deixar pas la seva passió per la música i, així, el 1943, el soldat Schurmann va dedicar el seu primer quartet de corda a la reina d’Holanda, Guillemina I dels Països Baixos, que s'havia exiliat a Londres.
Com a agregat cultural a l’ambaixada holandesa a Londres, als 21 anys, promou intercanvis musicals entre els dos països que determinen la seva identitat, com a pianista i antic alumne de Kathleen Long, i com a director, format per Franco Ferrara. Durant el seu mandat com a director permanent a Hilversum Radio, va defensar Alan Rawsthorne, que va ser el seu professor de composició. Quan se li acabà el seu contracte de director d'orquestra de la Ràdio d'Holanda a Hilversum va tornar a Anglaterra per dedicar-se principalment a la composició. En aquesta època va musicar films notables dirigits per directors com Charles Crichton, Charles Frend o Laurence Harvey. El 1981, es va traslladar als EUA, on amb l'ajuda inestimable de Lorin Maazel va introduir la seva música en aquest país, primer amb l'Orquestra de Cleveland i, posteriorment, a Pittsburgh i altres llocs del país.